# Tentyria ramburi
Tentyria ramburi es una especie de escarabajo del género Tentyria, tribu Tentyriini, familia Tenebrionidae. Fue descrita científicamente por Solier en 1835.
Se mantiene activa durante los meses de marzo, abril, mayo, junio, julio, agosto, septiembre y octubre.

## Descripción
Mide entre 7 y 11,3 milímetros de longitud.

## Distribución
Se distribuye por Francia, Italia y España.